# Thorichthys aureus
Espèce
Statut de conservation UICN

 DD  : Données insuffisantes
Thorichthys aureus est une espèce de poissons d'eau douce de la famille des Cichlidae (ordre des Cichliformes).

## Répartition
Ce poisson se rencontre au Belize, au Guatemala, au Honduras et dans l'État du Campeche au Mexique. Dans le lac Izabal (Guatemala) c'est l'une des espèces de Cichilae les plus abondantes. Au Mexique, sa présence est incertaine dans les États du Quintana Roo et du Yucatán.

## Description
Thorichthys aureus peut mesurer jusqu'à 150 mm, queue non comprise. Les spécimens du lac Izabal présentent une coloration plus bleue que ceux du rio Motagua.

## Galerie

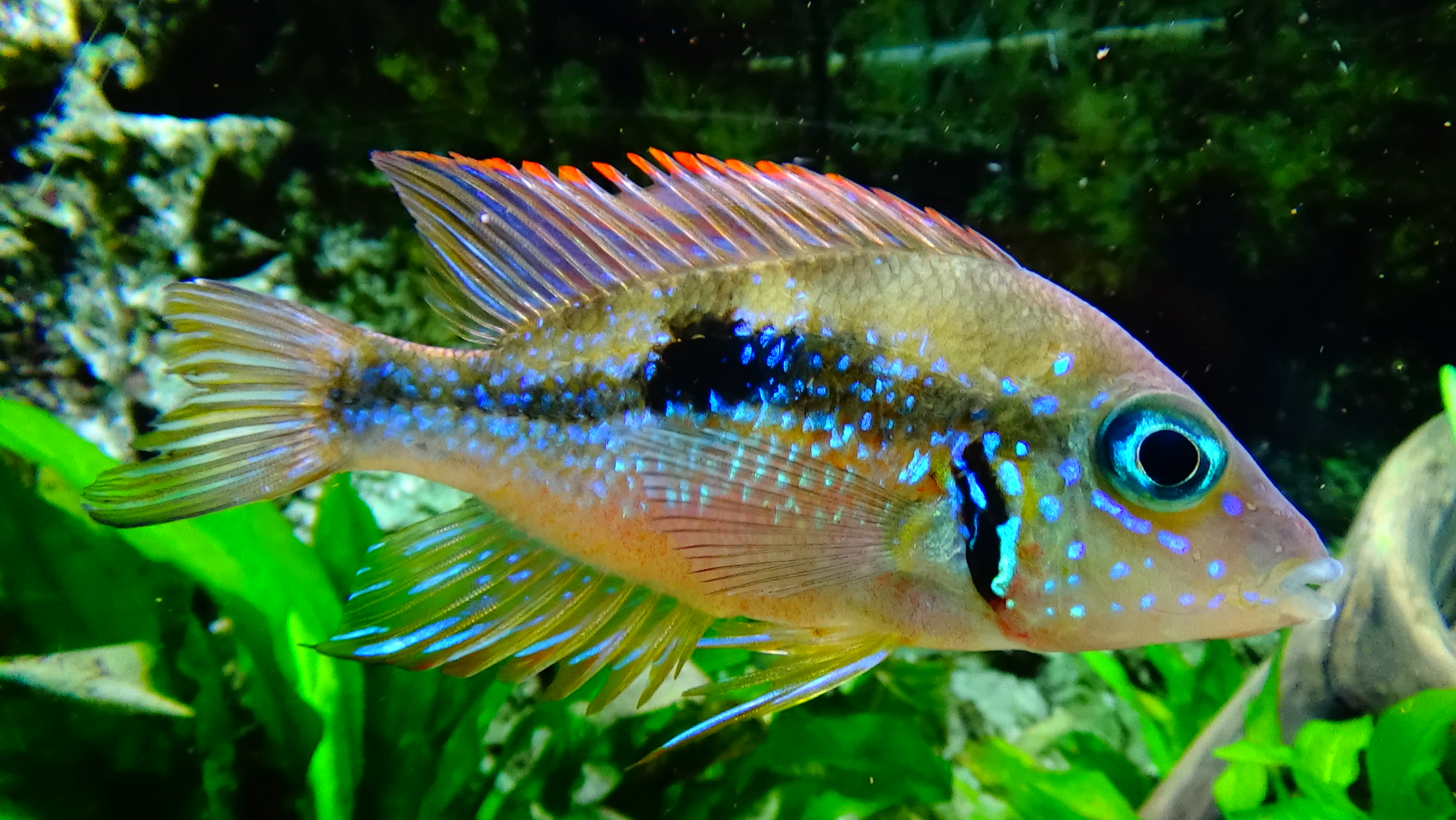
Mâle, sa taille est plus grande que celle de la femelle.
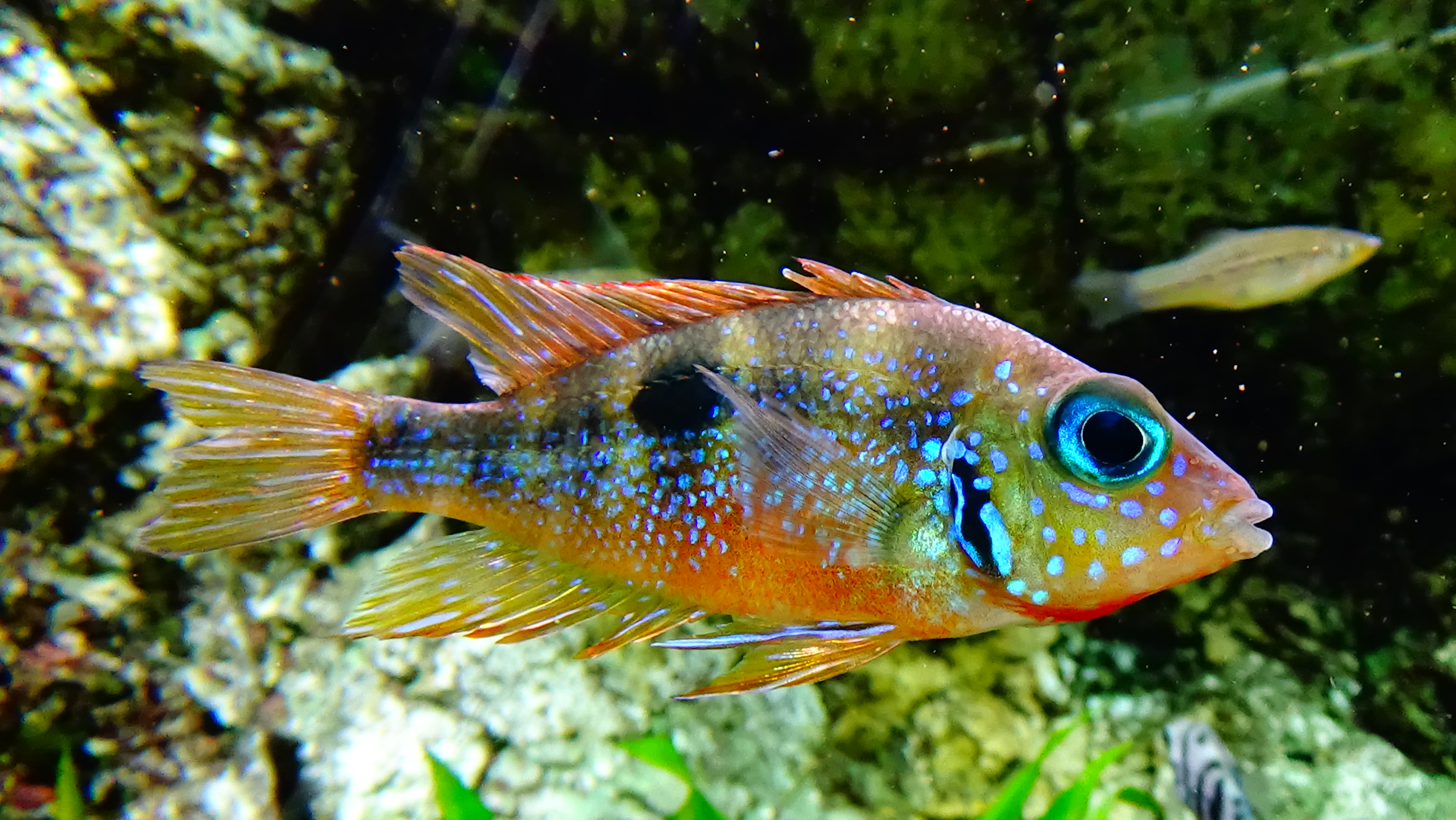
Femelle avec une coloration rouge notamment ventrale plus soutenue.
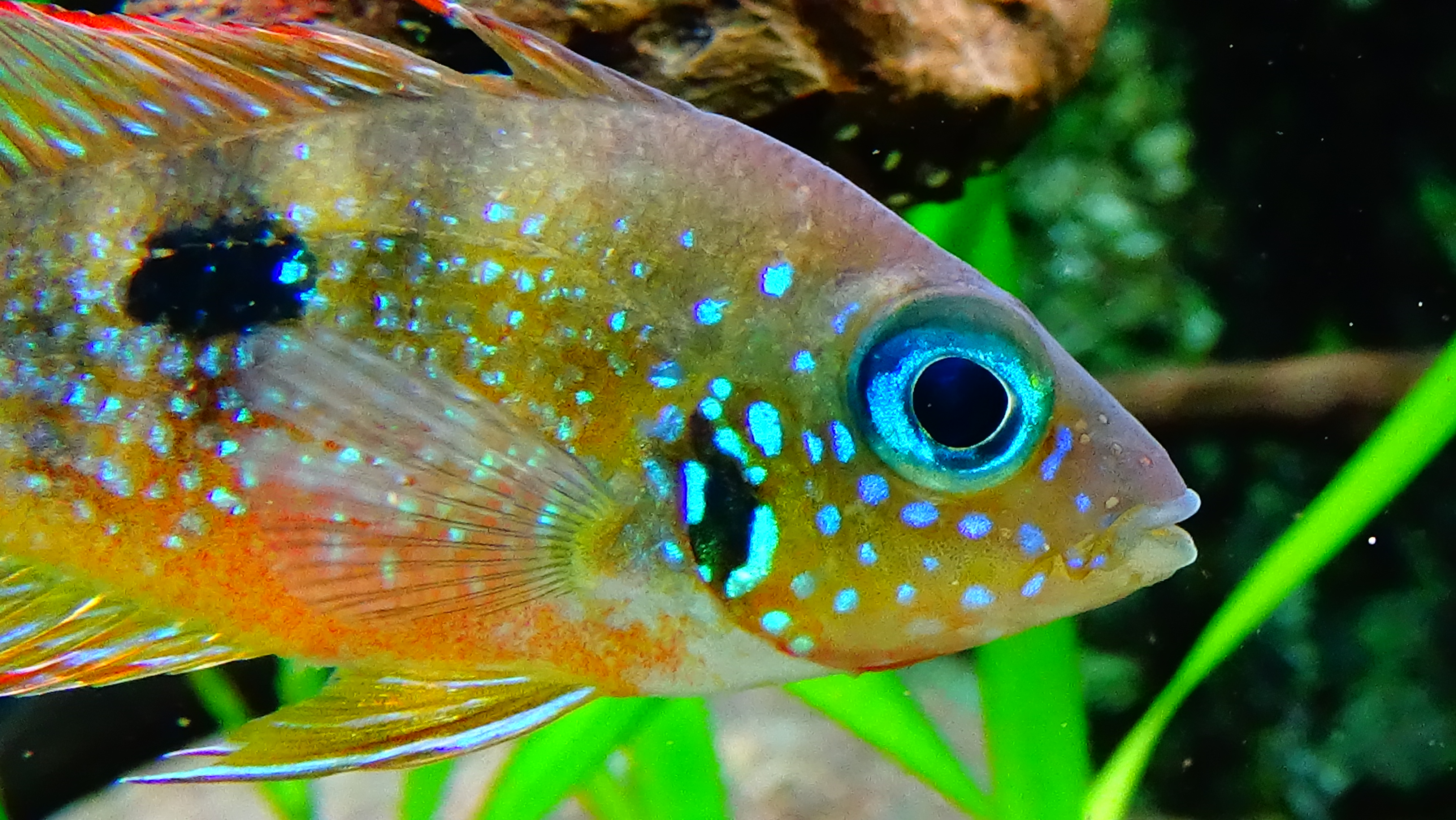
Femelle.

## Systématique
Le nom valide complet (avec auteur) de ce taxon est Thorichthys aureus (Günther, 1862).
L'espèce a été initialement classée dans le genre Heros sous le protonyme Heros aureus Günther, 1862.
Thorichthys aureus a pour synonymes :
- Cichlasoma aureum (Günther, 1862)
- Herichthys aureus (Günther, 1862)
- Heros aureus Günther, 1862

### Étymologie
Son épithète spécifique, du latin aureus, « doré », fait probablement référence à sa teinte jaune olivâtre.

### Publication originale
- (en) A. Günther, Catalogue of the fishes in the British Museum, British Museum, Londres, 1862, vol. 4, p. 1-534 (lire en ligne).